# Играта на играчките: Пътешествието
„Играта на играчките: Пътешествието“ (на английски: Toy Story 4) е американска компютърна анимация от 2019 г., продуциран от Пиксар Анимейшън Студиос и е разпространен от Уолт Дисни Студиос Моушън Пикчърс. Това е четвъртия филм от поредицата „Играта на играчките“ и е продължение на „Играта на играчките 3“ (2010). Режисиран е от Джош Кули (в неговия режисьорски дебют), по сценарий на Андрю Стантън и Стефани Фолсъм, които и тримата работеха по сюжета със Джон Ласитър, Рашида Джоунс, Уил Маккормак, Валери ЛаПойнт, Мартин Хайнс. Том Ханкс, Тим Алън, Ани Потс, Джоан Кюсак, Дон Рикълс (чрез архивни записи), Уолъс Шоун, Джон Раценбъргър, Естел Харис, Джеф Пиджън, Бони Хънт, Джеф Гарлин, Кристен Шаал и Тимъти Далтън повтарят ролите си от първите три филма. Блейк Кларк, който замества покойния Джим Варни се завръща, за да озвучи Слинки след „Играта на играчките 3“. Към тях се присъединяват Тони Хейл, Кийгън Майкъл-Кий, Джордан Пийл, Кристина Хендрикс, Киану Рийвс и Али Маки, които озвучават новите герои, включени в този филм.
Филмът се посвещава на Рикълс (гласът на господин Картоф) и аниматора Адам Бърк, които починаха съответно на 6 април 2017 г. и 8 октомври 2018 г. Филмът отбелязва последната филмова поява на Карл Райнър преди смъртта му през 2020 г.
Премиерата на „Играта на играчките: Пътешествието“ се състои в Лос Анджелис на 11 юни 2019 г., и е пуснат по киносалоните в Съединените щати на 21 юни 2019 г. Спечели $1.073 милиарда в световен мащаб, който става най-високобюджетният филм през 2019 г. Като предшествениците си, филмът получи критично признание, с похвала за историята, хумора, музиката, анимацията и вокалните изпълнения. Филмът спечели награда „Изборът на критиците“ за най-добър анимационен филм и „Награди на Гилдията на американските продуценти“ за най-добър анимационен филм. Във 92-те награди „Оскар“, филмът е номиниран за „Най-добра песен“ и спечели наградата за най-добър анимационен филм, което го прави първата поредица да спечели по два пъти.

## Актьорски състав
| Актьор             | Роля                       |
| ------------------ | -------------------------- |
| Том Ханкс          | Уди                        |
| Тим Алън           | Баз светлинна година       |
| Ани Потс           | Бо Пийп                    |
| Тони Хейл          | Виличко                    |
| Кийган-Майкъл Кий  | Пате                       |
| Джордан Пийл       | Зайче                      |
| Маделийн Макгроу   | Бони                       |
| Кристина Хендрикс  | Габи Габи                  |
| Киану Рийвс        | Дюк Кабуум                 |
| Али Маки           | Кикотка Тръпчинска         |
| Джей Ернандес      | Бащата на Бони             |
| Лори Алън          | Майката на Бони            |
| Джоан Кюсак        | Джеси                      |
| Уолъс Шоун         | Рекс                       |
| Джон Раценбъргър   | Хам                        |
| Блейк Кларк        | Кучето Слинки              |
| Дон Рикълс         | Господин Картоф            |
| Естел Харис        | Госпожа Картофка           |
| Джеф Пиджън        | Извънземни                 |
| Бони Хънт          | Доли                       |
| Кристен Шаал       | Трикси                     |
| Тимълти Далтън     | Господин Бодливко          |
| Джеф Гарлин        | Златорог                   |
| Емили Дейвис       | Трите овце на Бо Пийп      |
| Анди Морис         | Анди                       |
| Джак Макгроу       | Анди като дете             |
| Лори Меткалф       | Майката на Анди            |
| Джун Скуиб         | Маргарет                   |
| Карл Уедърс        | Боен Карл                  |
| Малия Баргас-Гуд   | Изгубеното момиче          |
| Джулиана Хансън    | Мис Уенди                  |
| Стив Пърсел        | Бенсън / Дъмийс            |
| Лайла Сейдж Бромли | Хармъни                    |
| Мел Брукс          | Слонче Брукс               |
| Каръл Бърнет       | Столчита Бърнет            |
| Бети Уайт          | Бити Уайт                  |
| Карл Райнър        | Носорога Карл              |
| Алън Опенхаймър    | Старовремко                |
| Патриша Аркет      | Майката на Хармъни         |
| Бил Хейдър         | Мъж на стрелбището         |
| Флий               | Глас от реклама            |
| Мелиса Виласеньор  | Карън Бевърли              |
| Рики Хендерсън     | Фигура на Оукланд Атлетикс |

## Продукция
През август 2015 г. на D23 Expo Джон Ласитър съобщава, че филмът ще се фокусира върху романтичната връзка между Уди и Бо Пийп, и пътешествието, което Уди и Баз изминават, за да я намерят. През май 2016 г. Ханкс потвърждава, че е приключил с озвучаването на първата част от репликите си. През юли 2017 г. Ласитър обявява, че се отказва от режисьорската позиция заради други ангажименти, но ще изпълнява ролята на изпълнителен продуцент. Вместо това Джош Кули, който е един от сценаристите на филма, ще е новият режисьор.

## Синхронен дублаж
| Роля                     | Изпълнител |
| ------------------------ | --- |
| Уди                      | Анислав Лазаров |
| Баз светлинна година     | Мариан Маринов |
| Бо Пийп                  | Елена Бойчева |
| Виличко                  | Константин Каракостов |
| Пате                     | Кирил Бояджиев |
| Бони                     | Радина Стоянова |
| Габи Габи                | Мина Костова |
| Зайче                    | Иваил Симеонов |
| Дюк Кабуум               | Атанас Сребрев |
| Кикотка Тръпчинска       | Татяна Етимова |
| Бащата на Бони           | Виктор Иванов |
| Майката на Бони          | Лина Шишкова |
| Джеси                    | Златина Тасева |
| Доли                     | Симона Нанова |
| Трикси                   | Цветослава Симеонова |
| Рекс                     | Кирил Маричков |
| Хам                      | Георги Стоянов |
| Слинки                   | Петър Върбанов |
| Маргарет                 | Василка Сугарева |
| Боен Карл Слонче Брукс   | Константин Лунгов |
| Хармъни                  | Наталия Полякова |
| Г-жа Картоф              | Ива Апостолова |
| Златорог Глас от реклама | Петър Калчев |
| Моли                     | Калина Асенова |
| Анди като дете           | Мартин Чернев |
| Мис Уенди                | Елена Грозданова |
| Г-н Картоф               | Николай Върбанов |
| Майката на Анди          | Петя Абаджиева |
| Старовремко              | Здравко Димитров |
| Столчита Бърнет          | Мариета Петрова |
| Бет                      | Наталия Полякова |
| Носорога Карл Извънземни | Димитър Тодоров |
| Мъж на стрелбището       | Илиян Михайлов |
| Карол                    | Надя Полякова |
| Г-н Бодливко             | Тодор Георгиев |
| Ръчно изправена кукла    | Ева Данаилова |
| Анди като младеж         | Димитър Тодоров |
| Други гласове            | Анатолий Божинов Илиян Михайлов Камен Асенов Момчил Степанов Теодор Койчинов Венцислава Стоилова Елена Кокорска Ева Данаилова Ивайла Бояджиева Кръстина Кокорска-Криста |

| Песен        | Изпълнител      |
| ------------ | --------------- |
| Аз те моля   | Анислав Лазаров |
| Имаш приятел | Анислав Лазаров |

| Обработка                              | Александра Аудио                          |
| -------------------------------------- | ----------------------------------------- |
| Режисьор на дублажа                    | Симона Нанова                             |
| Преводач                               | Милена Иванова                            |
| Музикален режисьор Преводач на песните | Десислава Софранова                       |
| Тонрежисьори                           | Петър Костов Ангел Топорчев Пламен Чернев |
| Творчески директор                     | Венета Янкова                             |
| Микс студио                            | Shepperton International                  |
| Продуцент на българската версия        | Disney Character Voices International     |